# USS Richard M. McCool Jr.
L’ USS Richard M. McCool Jr. (LPD-29) est un Landing Ship Dock de classe San Antonio de l’United States Navy, le treizième navire de la classe,. Il est nommé d’après l’officier de l’US Navy et récipiendaire de la Medal of Honor Richard M. McCool, Jr. Le navire est en construction par Ingalls Shipbuilding à Pascagoula, Mississippi. Il a été baptisé le 11 juin 2022,.

## Conception
Comme son prédécesseur immédiat l’USS Fort Lauderdale, l’USS Richard M. McCool Jr. sera un « navire de transition » entre la conception actuelle du lot I de classe San Antonio et les futurs navires du lot II, à commencer par l’USS Harrisburg (LPD-30), et comporte les améliorations de conception développées dans le cadre du développement par la Marine du navire de guerre amphibie de classe LX(R) qui est destiné à remplacer les navires de débarquement actuels de la classe Whidbey Island et de la classe Harpers Ferry,. L’USS Richard M. McCool Jr. intègre les changements qui ont été introduits sur l’USS Fort Lauderdale dans le but de réduire le coût par rapport à la classe San Antonio, notamment : une étrave simplifiée, le remplacement des mâts avant et arrière en matériau composite par des mâts en acier, le retrait des structures de la vallée du bateau et une porte arrière ouverte au sommet. De plus, contrairement à l’USS Fort Lauderdale, l’USS Richard M. McCool Jr. utilisera le radar de recherche aérienne en volume Enterprise Air Surveillance Radar (EASR).